# Galileo (cheval)
Pour les articles homonymes, voir Galileo.
Galileo est un cheval de course né en Irlande le 30 mars 1998 et mort le 10 juillet 2021. Issu de Sadler's Wells et de Urban Sea, par Miswaki, fer de lance de l'élevage Coolmore et membre du Hall of Fame des courses britanniques, il est considéré comme le meilleur étalon du monde.

## Carrière de courses
Galileo est né dans la pourpre, fruit d'un croisement exceptionnel entre le chef de race Sadler's Wells et la lauréate du Prix de l'Arc de triomphe 1993 Urban Sea, elle-même l'une des plus grandes poulinières de l'histoire. Il fait de spectaculaires débuts en Irlande à deux ans en s'adjugeant son maiden par 14 longueurs. Ce sera sa seule sortie à deux ans. En 2001, il fait une rentrée victorieuse dans une listed-race, les Ballysax Stakes, puis termine sa préparation au Derby d'Epsom par une victoire dans les Derby Trial Stakes.
Il confirme qu'il est bien le numéro 1 de sa génération par un succès aussi brillant qu'attendu dans le Derby d'Epsom, où il domine sans coup férir Golan le vainqueur des 2000 Guinées par 3 longueurs et demi. Une domination qui prend un tour plus écrasant encore lorsque le cheval s'offre le doublé Derby d'Epsom / Irish Derby, gagnant là encore avec une confortable avance (4 longueurs).
Le protégé d'Aidan O'Brien est alors naturellement dirigé vers les King George où il doit affronter l'un des meilleurs chevaux d'âge au monde, Fantastic Light, lauréat notamment des Emirates World Series l'année précédente. Sa victoire, par 2 longueurs, prouve définitivement qu'il est l'un des tout meilleurs chevaux de ces dernières années. C'est aussi le sommet de son exceptionnelle carrière, et la pente descendante s'annonce. Fantastic Light prend sa revanche d'une tête sur les 2 000 m des Irish Champion Stakes, après une lutte extraordinaire décrite par la British Horseracing Authority comme "l'une des plus grandes courses de la décennie", et que les lecteurs du Racing Post, publication de référence des courses en Angleterre ont classé septième sur la liste des 100 plus grandes courses. Galileo venait de goûter pour la première fois à la défaite, même si ce fut avec honneur. 
Fin 2001, plutôt que de prendre part à un Prix de l'Arc de triomphe qui lui tendait les bras, son entourage l'envoie aux États-Unis tenter sa chance sur le dirt de la Breeders' Cup Classic. Périlleuse tentative, peut-être impertinente eu égard à la configuration de la course, et qui se solda par un échec qui ternit un peu l'éclat du champion. Galileo se retira sur cette fausse note et ne reparut pas à quatre ans. Il dut abandonner à Fantastic Light le titre de cheval de l'année en Europe, mais fut toutefois élu meilleur 3 ans européen, se voyant par ailleurs crédité par Timeform d'un excellent rating de 134. 

### Résumé de carrière
| Date        | Hippodrome   | Pays        | Course                               | Statut      | Distance    | Jockey       | Place       | Écart       | Vainqueur ou deuxième |
| 2000, 2 ans | 2000, 2 ans  | 2000, 2 ans | 2000, 2 ans                          | 2000, 2 ans | 2000, 2 ans | 2000, 2 ans  | 2000, 2 ans | 2000, 2 ans | 2000, 2 ans           |
| ----------- | ------------ | ----------- | ------------------------------------ | ----------- | ----------- | ------------ | ----------- | ----------- | --------------------- |
| 28 octobre  | Leopardstown | Irlande     | Maiden                               |             | 1 600 m     | M. Kinane    | 1er / 17    | 14          | Taraza                |
| 2001, 3 ans |              |             |                                      |             |             |              |             |             |                       |
| 16 avril    | Leopardstown | Irlande     | Ballysax Stakes                      | Listed      | 2 000 m     | M. Kinane    | 1er / 7     | 3 ½         | Milan                 |
| 13 mai      | Leopardstown | Irlande     | Derby Trial Stakes                   | Gr. 3       | 2 000 m     | S. Heffernan | 1er / 5     | 1 ½         | Exaltation            |
| 9 juin      | Epsom        | Royaume-Uni | Derby                                | Gr. 1       | 2 400 m     | M. Kinane    | 1er / 12    | 3 ½         | Golan                 |
| 1er juillet | Curragh      | Irlande     | Irish Derby                          | Gr. 1       | 2 400 m     | M. Kinane    | 1er / 12    | 4           | Morshdi               |
| 28 juillet  | Ascot        | Royaume-Uni | King George VI & Queen Elizabeth St. | Gr. 1       | 2 400 m     | M. Kinane    | 1er / 12    | 2           | Fantastic Light       |
| 8 septembre | Leopardstown | Irlande     | Irish Champion Stakes                | Gr. 1       | 2 000 m     | M. Kinane    | 2e / 8      | tête        | Fantastic Light       |
| 27 octobre  | Belmont Park | États-Unis  | Breeders' Cup Classic                | Gr. 1       | 2 000 m     | M. Kinane    | 6e / 13     | 7 ¾         | Tiznow                |

## Au haras
Installé à Coolmore, en Irlande, Galileo a tout pour lui : des origines exceptionnelles et une carrière de courses qui le fut tout autant. Le jeune étalon justifia très vite l'engouement dont il fut l'objet, et vit sa cote grimper en flèche, au point de devenir l'étalon le plus prisé au monde et le successeur de son père, Sadler's Wells. Il est le père du phénomène Frankel, considéré comme l'un des plus grands champions de l'histoire des courses. Ses produits s'arrachent lors des ventes (par exemple un yearling à 6,2 millions d'euros vendu en 2013) et, au moment de sa mort, le total des sommes engagées sur ses yearlings aux ventes s'élevait à 382 millions € pour 1 030 sujets, soit un prix moyen de 371 562 €, appelé à augmenter avec la raréfaction de ses derniers produits. Preuve de son omniprésence, il place trois de ses fils sur le podium des éditions 2014 et 2019 de l'Irish Derby, trois de ses filles sur celui des 1000 Guinées 2016, et quatre de ses rejetons parmi les cinq premiers du Derby d'Epsom 2013, tandis qu'en 2019, douze des treize partants du Derby sont ses descendants directs (six fils, cinq petits-fils et un arrière petit-fils). Il réalise un autre exploit absolument inédit en plaçant trois de ses produits aux trois premières places du Prix de l'Arc de Triomphe 2016. En 2019, il est le père ou le grand-père des cinq premiers de la course. En juin 2021, Galileo avait produit 550 black types (vainqueurs ou placés au niveau Listed Race ou groupe), dont 227 vainqueurs de groupe, 91 vainqueurs de groupe 1 et 40 lauréats classiques en Europe : autant de records mondiaux. En mai 2022 il décroche le dernier record qui lui manquait en dépassant Danehill (dont la nombreuse descendance australienne avait bénéficié d'un programme riche en stakes) au nombre de stakes winners, 349. À titre de comparaison son père Sadler's Wells en revendique 294 et son rival Dubawi 227. En 2024, trois ans après sa mort, sa fille Content devient le centième lauréat de groupe 1 issu de l'étalon.    
L'incomparable influence de Galileo passe aussi, de son vivant, par ses fils et ses filles, qui s'affirment au haras. Teofilo, New Approach, Nathaniel (le père de la grande Enable) et surtout Frankel sont déjà des étalons très en vue, tandis que ses filles lui ont offert plusieurs titres de tête de liste des pères de mères sur les îles britanniques, et de nombreux lauréats de groupe 1, à l'image de l'exceptionnelle poulinière Starlet's Sister, mère de Sottsass (Prix de l'Arc de Triomphe et du Jockey-Club) et de la championne Sistercharlie (2e Prix de Diane, puis lauréate de sept groupe 1 aux États-Unis, dont la Breeders' Cup Filly & Mare Turf), ou de Cabaret, d'où les classiques Magna Grecia et St Mark's Basilica. Il est aussi le père de mère de Ghaiyyath, du Derby-winner City of Troy, La Cressonnière, Auguste Rodin ou encore Via Sistina.  
Le prix de saillie de Galileo s'est naturellement et vite ressenti de ses performances, passant de 60 000 € en 2003 à 150 000 € en 2007. Il n'est désormais plus rendu public, mais on estime qu'il se négocie aux alentours de 600 000 voire 700 000 €,,, ce qui fait de lui l'étalon le plus cher du monde. Cependant, il saillie principalement la jumenterie Coolmore, et lorsqu'il rencontre une poulinière issue d'un autre élevage, cela se passe dans le cadre de partenariats dits en "foal sharing" : l'éleveur ne paie pas l'intégralité de la saillie, ou à un tarif négocié, en échange la propriété du produit revient pour moitié au haras, en l'occurrence Coolmore. Galileo a fait également la monte en Australie jusqu'en 2012. Il est sacré pour la première fois tête de liste des étalons en Angleterre et en Irlande en 2008, puis sans discontinuer de 2010 à 2020 avant que son fils Frankel lui succède à ce palmarès.
Galileo est euthanasié le 10 juillet 2021, conséquence d'une blessure invalidante à un pied à laquelle une intervention chirurgicale quelques mois plus tôt n'avait pu remédier. Un an plus tard, il est élu au Hall of Fame des courses britanniques. 

### Ses meilleurs produits

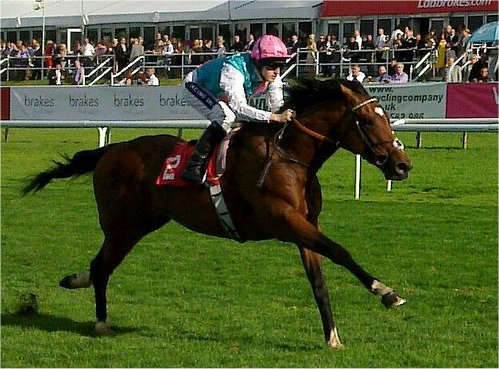
Frankel.

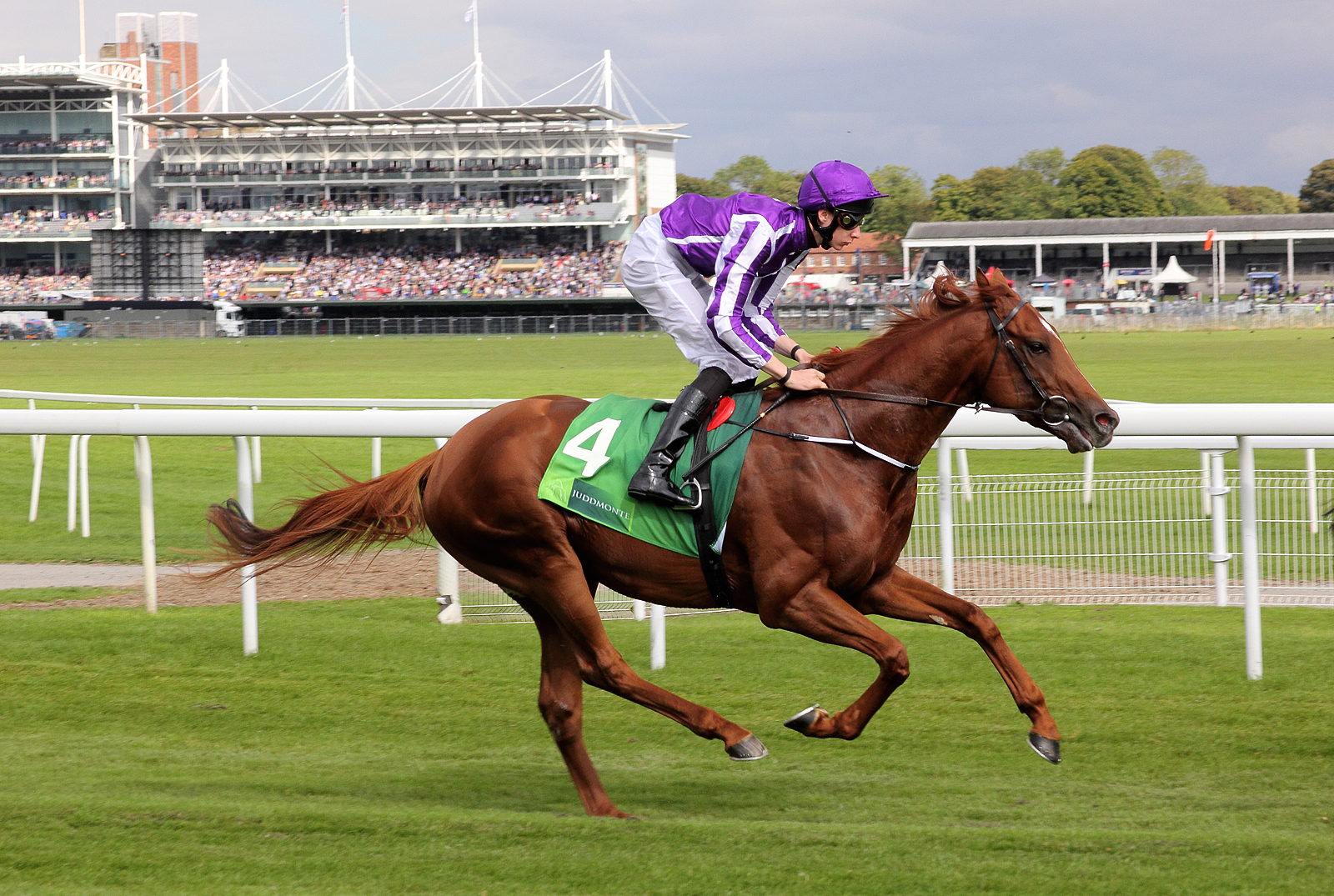
Australia.

Parmi ses meilleurs produits, citons (avec entre parenthèses le nom du père de mère) :
- Frankel (Danehill) : 2000 Guinées, Champion Stakes, Sussex Stakes, Dewhurst Stakes, International Stakes, St. James's Palace Stakes, Queen Elizabeth II Stakes, Lockinge Stakes, Queen Anne Stakes. Cheval de l'année en Europe (2011, 2012)
- Found (Intikhab) : Prix de l'Arc de Triomphe, Breeders' Cup Turf, Prix Marcel Boussac. Cheval d'âge de l'année en Europe (2016)
- Waldgeist (Monsun) : Prix de l'Arc de Triomphe, Grand Prix de Saint-Cloud, Critérium de Saint-Cloud, Prix Ganay.
- Minding (Danehill Dancer) : Oaks, 1000 Guinées, Moyglare Stud Stakes, Fillies' Mile, Pretty Polly Stakes, Nassau Stakes, Queen Elizabeth II Stakes. Cheval de l'année en Europe (2016)
- New Approach (Ahonoora) : Derby d'Epsom, National Stakes, Dewhurst Stakes, Irish Champion Stakes. Meilleur 3 ans de l'année en Europe (2008)
- Gleneagles (Storm Cat) : 2000 Guinées, 2000 Guinées irlandaises, National Stakes, St. James's Palace Stakes. Meilleur 2 ans de l'année en Europe (2014)
- Churchill (Storm Cat) : 2000 Guinées, 2000 Guinées irlandaises, National Stakes, Dewhurst Stakes. Meilleur 2 ans de l'année en Europe (2016)
- Misty For Me (Storm Cat) : Moyglare Stud Stakes, Prix Marcel Boussac, 1.000 Guinées Irlandaises, Pretty Polly Stakes. Meilleure 2 ans de l'année en Europe (2010)
- Love (Pivotal) : Moyglare Stud Stakes, 1000 Guinées, Oaks, Yorkshire Oaks, Prince of Wales's Stakes. Meilleure 3 ans de l'année en Europe (2020)
- Kyprios (Danehill) : Gold Cup (x2), Goodwood Cup (x2), Irish St Leger (x2), Prix du Cadran. Stayer de l'année en Europe (2022, 2024)
- Teofilo (Danehill) : Dewhurst Stakes, National Stakes. Meilleur 2 ans de l'année en Europe (2006)
- Happily (Storm Cat) : Moyglare Stud Stakes, Prix Jean-Luc Lagardère. Meilleure 2 ans de l'année en Europe (2017)
- Ulysses (Kingmambo) : Eclipse Stakes, International Stakes, 3e Prix de l'Arc de Triomphe. Cheval d'âge de l'année en Europe (2017)
- Order of St George (Gone West) : Ascot Gold Cup, Irish St Leger (deux fois), 3e Prix de l'Arc de Triomphe. Stayer de l'année en Europe (2016, 2017)
- Magician (Mozart) : 2.000 Guinées Irlandaises, Breeders' Cup Turf. Meilleur 3 ans de l'année en Europe (2013)
- Noble Mission (Danehill) : Tattersalls Gold Cup, Grand Prix de Saint-Cloud, Champion Stakes. Cheval d'âge de l'année en Europe (2014)
- Maybe (Danehill) : Moyglare Stud Stakes. Meilleure 2 ans de l'année en Europe (2011)
- Highland Reel (Danehill) : King George VI and Queen Elizabeth Diamond Stakes, Hong Kong Vase (x2), Breeders' Cup Turf, Coronation Cup, Prince of Wales's Stakes, Secretariat Stakes
- Magical (Pivotal) : Champion Stakes, Irish Champion Stakes, Tattersalls Gold Cup, British Champions Fillies' and Mares' Stakes, Pretty Polly Stakes
- Australia (Cape Cross) : Derby d'Epsom, Irish Derby, International Stakes
- Cape Blanco (Presidium) : Irish Derby, Irish Champion Stakes, Man O'War Stakes, Arlington Million, Joe Hirsch Turf Classic Invitational Stakes
- Winter (Choisir) : 1000 Guinées, 1.000 Guinées Irlandaises, Coronation Stakes, Nassau Stakes
- Rhododendron (Pivotal) : Fillies' Mile, Prix de l'Opéra, Lockinge Stakes.
- Rip Van Winkle (Stravinsky) : Sussex Stakes, Queen Elizabeth II Stakes, International Stakes
- Golden Lilac (Danehill) : Prix de Diane, Poule d'Essai des Pouliches, Prix d'Ispahan
- Alice Springs (Danehill Dancer) : Falmouth Stakes, Matron Stakes, Sun Chariot Stakes
- Nathaniel (Silver Hawk) : King George VI and Queen Elizabeth Diamond Stakes, Eclipse Stakes
- Circus Maximus (Danehill Dancer) : St. James's Palace Stakes, Prix du Moulin de Longchamp, Queen Anne Stakes.
- Warm Heart (Fastnet Rock) : Yorkshire Oaks, Prix Vermeille, Pegasus World Cup Turf
- Red Rocks (Machiavellian) : Breeders' Cup Turf, Man o'War Stakes
- Tuesday (Danehill Dancer) : Oaks, Breeders' Cup Filly & Mare Turf
- Lush Lashes (Anabaa) : Coronation Stakes, Yorkshire Oaks, Matron Stakes
- Soldier of Fortune (Erin's Isle) : Irish Derby, Coronation Cup
- Jan Brueghel (Danehill Dancer) : St Leger, Coronation Cup
- Ruler of the World (Kingmambo) : Derby d'Epsom
- Mogul (Danehill) : Grand Prix de Paris, Hong Kong Vase
- Hermosa (Pivotal) : 1.000 Guinées, 1.000 Guinées Irlandaises
- Japan (Danehill) : Grand Prix de Paris, International Stakes
- Alandi (Darshaan) : Irish St Leger, Prix du Cadran
- Adelaïde (Elnadim) : Cox Plate, Secretariat Stakes
- Intello (Danehill) : Prix du Jockey-Club, 3e Prix de l'Arc de Triomphe
- Serpentine (Danehill Dancer) : Derby d'Epsom
- Sixties Icon (Diesis) : St. Leger Stakes
- Nightime (Indian Ridge) : 1.000 Guinées Irlandaises
- Joan of Arc (Storm Cat) : Prix de Diane
- Treasure Beach (Mark of Esteem) : Irish Derby, Secretariat Stakes
- Galikova (Zamindar) : Prix Vermeille, 2e Prix de Diane
- Sans Frontières (Shirley Heights) : Irish St Leger
- Igugu (Intikhab) : Durban July, première pouliche à remporter la Triple couronne sud-africaine.

## Origines
L'équation du pedigree de Galileo est simple : le meilleur étalon étalon du monde, Sadler's Wells, et la meilleure poulinière du monde, Urban Sea.

### Pedigree
| Origines de Galileo (IRE), mâle bai né en 1998 | Origines de Galileo (IRE), mâle bai né en 1998 | Origines de Galileo (IRE), mâle bai né en 1998 | Origines de Galileo (IRE), mâle bai né en 1998 |
| ---------------------------------------------- | ---------------------------------------------- | ---------------------------------------------- | ---------------------------------------------- |
| Père Sadler's Wells                            | Northern Dancer                                | Nearctic                                       | Nearco                                         |
| Père Sadler's Wells                            | Northern Dancer                                | Nearctic                                       | Lady Angela                                    |
| Père Sadler's Wells                            | Northern Dancer                                | Natalma                                        | Native Dancer                                  |
| Père Sadler's Wells                            | Northern Dancer                                | Natalma                                        | Almahmoud                                      |
| Père Sadler's Wells                            | Fairy Bridge                                   | Bold Reason                                    | Hail To Reason                                 |
| Père Sadler's Wells                            | Fairy Bridge                                   | Bold Reason                                    | Lalun                                          |
| Père Sadler's Wells                            | Fairy Bridge                                   | Special                                        | Forli                                          |
| Père Sadler's Wells                            | Fairy Bridge                                   | Special                                        | Thong                                          |
| Mère Urban Sea                                 | Miswaki                                        | Mr. Prospector                                 | Raise a Native                                 |
| Mère Urban Sea                                 | Miswaki                                        | Mr. Prospector                                 | Gold Digger                                    |
| Mère Urban Sea                                 | Miswaki                                        | Hopespringseternal                             | Buckpasser                                     |
| Mère Urban Sea                                 | Miswaki                                        | Hopespringseternal                             | Rose Bower                                     |
| Mère Urban Sea                                 | Allegretta                                     | Lombard                                        | Agio                                           |
| Mère Urban Sea                                 | Allegretta                                     | Lombard                                        | Promised Lady                                  |
| Mère Urban Sea                                 | Allegretta                                     | Anatevka                                       | Espresso                                       |
| Mère Urban Sea                                 | Allegretta                                     | Anatevka                                       | Almyra (famille 9-h)                           |